# Elmārs Zemgalis
Elmārs Zemgalis (Riga, 9 settembre 1923 – 8 dicembre 2014) è stato uno scacchista lettone naturalizzato statunitense.
Nel 1944, quando l'Unione Sovietica occupò la Lettonia, Zemgalis fuggì in Germania. Dopo la fine della guerra partecipò a molti tornei tedeschi. Nel 1946 ottenne il secondo posto ad Augusta (dopo Unzicker) e a Ratisbona (dopo Bohatirchuk). Nel 1948 vinse il torneo  di   
Esslingen e il campionato del Württemberg, e nel 1949 fu pari primo con Bogoljubov a Oldenburg.
Nel 1951 emigrò negli Stati Uniti e si stabilì a Seattle. Diventò un professore di matematica e per almeno un decennio fu il più forte giocatore del nord-ovest degli Stati Uniti. Vinse il campionato dello Stato di Washington nel 1953 e nel 1959, entrambi a punteggio pieno (9/9 nel 1953 e 6/6 nel 1959). Si ritirò dal gioco attivo nel 1966.
Nel 2001 il Maestro Internazionale statunitense John Donaldson ha scritto su di lui il libro "Elmars Zemgalis: Grandmaster without the title".
Nel 2003 la FIDE gli ha attribuito il titolo di Grande maestro Ad honorem.